# スケッチ・オブ・スペイン
『スケッチ・オブ・スペイン』（Sketches of Spain）は、ジャズ・トランペット奏者のマイルス・デイヴィスが、編曲家ギル・エヴァンスと共同で制作し、1960年に発表したアルバム。スペイン音楽の要素を取り入れた内容。2000年のリマスターCDでは、「アランフェス協奏曲」の別テイクと、同じセッションでレコーディングされた「ソング・オブ・アワ・カントリー」がボーナス・トラックとして収録された。
『ローリング・ストーン誌が選ぶオールタイム・グレイテスト・アルバム500』において、358位にランクイン。

## 解説
マイルスは、友人からホアキン・ロドリーゴの「アランフェス協奏曲」を聴かされ、ギルと共にこの曲をレコーディングすることを思い立つ。ギルは第2楽章を元に、独自の編曲を施した。2曲目の「ウィル・オ・ザ・ウィスプ」は、マヌエル・デ・ファリャ作曲のバレエ音楽「恋は魔術師」の中の1曲「火祭りの踊り」を編曲したもの。
マイルスは、本作発売直後の記者会見で、「フラメンコは我々のブルースのスペイン版だ」と語っている。

## 収録曲
1. アランフェス協奏曲 - "Concierto De Aranjuez"（J. Rodrigo）
2. ウィル・オ・ザ・ウィスプ - "Will O' The Wisp"（M. De Falla）
3. ザ・パン・パイパー - "The Pan Piper"（G. Evans）
4. サエタ - "Saeta"（G. Evans）
5. ソレア - "Solea"（G. Evans）
以下ボーナス・トラック
6. ソング・オブ・アワ・カントリー - "Song Of Our Country"（G. Evans）
7. アランフェス協奏曲（別テイク/パート1）
8. アランフェス協奏曲（別テイク/パート2）

## 演奏メンバー
- マイルス・デイヴィス - トランペット、フリューゲルホルン
- ギル・エヴァンス - 編曲、指揮
- バーニー・グロウ、アーニー・ロイヤル、ダフト・ジョーダン - トランペット（on1.）
- ルイス・ムッチ - トランペット（3.を除く）
- ジョニー・コールズ - トランペット（1.を除く）
- フランク・レホーク、ディック・ヒクソン - トロンボーン
- ジミー・バフィントン - フレンチホルン
- ジョン・バロウズ、アール・チェピン - フレンチホルン（on1.）
- ジョー・シンガー、トニー・ミランダ - フレンチホルン（1.を除く）
- ジェイ・マクアリスター - チューバ（on1.）
- ビル・バーバー - チューバ（1.を除く）
- エディ・ケイン、ハロルド・フェルドマン、ロメオ・ペンケ - フルート
- アルバート・ブロック - 木管楽器（1.を除く）
- ジャック・ニッツァー - バスーン（1.を除く）
- ジャネット・パットナム - ハープ
- ダニー・バンク - バスクラリネット
- ポール・チェンバース - ベース
- ジミー・コブ - ドラム（3. 4. 5.を除く）
- エルヴィン・ジョーンズ - パーカッション